# Centrale idroelettrica di Avise
La centrale idroelettrica di Avise è un impianto a serbatoio che si trova nel bacino idrografico della Dora Baltea, nel comune di Avise, in Valle d'Aosta. Il serbatoio artificiale è stagionalmente rifornito dalle acque della Dora di Valgrisenche.

## Gli impianti
Lo sbarramento è ottenuto dalla diga di Beauregard: una diga ad arco-gravità a doppia curvatura con struttura simmetrica, in calcestruzzo, e il lago, a quota 1.710 m, è collegato alla condotta forzata tramite una galleria in pressione di 11.345 m, ed un pozzo piezometrico. La condotta forzata è lunga 1.597 m, con un diametro fra 1,55 e 1,90 m.
La centrale è in caverna ed è dotata di 3 gruppi ad asse orizzontale ed altri due gruppi più piccoli, ad asse verticale, per i servizi ausiliari. La potenza complessiva fornita è pari a 126 MW.
I primi due gruppi turbina/alternatore, entrati in servizio nel 1954, sono ad asse orizzontale e la girante è in acciaio inossidabile fusa in un sol pezzo, del diametro di 3.200 mm e pale larghe 760 mm.
Il terzo gruppo, turbina/alternatore/turbina, è entrato in servizio nel 1957.
Il progetto delle strutture edilizie fu redatto dall'architetto Giovanni Muzio.  
L'impianto, entrato in servizio nel 1954 ed ampliato nel 1957, è stato automatizzato nel 1986.